# Affari di famiglia - Louisiana
Affari di famiglia - Louisiana (Cajun Pawn Stars) è una serie televisiva statunitense, nonché spin-off della serie Affari di famiglia, andata in onda su History dall'8 gennaio 2012. In Italia, la serie è stata trasmessa sempre su History dal 5 dicembre 2013.

## Episodi

### Stagione 3
| N° | Titolo                       | Titolo originale                 | Prima TV USA | Prima TV Italia |
| -- | ---------------------------- | -------------------------------- | ------------ | --------------- |
| 1  | Whiskey proibito             | All Jazzed Up                    |              | 4 luglio 2013   |
| 2  | Un lutto storico             | Batter Up                        |              | 4 luglio 2013   |
| 3  | Totem e corna                | Seat of Horns                    |              | 11 luglio 2013  |
| 4  | La pistola di Via col vento  | Gone With the Pawn               |              | 11 luglio 2013  |
| 5  | L’Aston Martin di 007        | Shaken and Stirred               |              | 18 luglio 2013  |
| 6  | Attenti ai capelli!          | Shotgun Bowling                  |              | 18 luglio 2013  |
| 7  | Balla coi lupi               | Pawn n' Chain                    |              | 25 luglio 2013  |
| 8  | Una palla al piede           | Pawn n' Chain                    |              | 25 luglio 2013  |
| 9  | Halloween                    | Silver Dollar Spook-tacular      |              | 1º agosto 2013  |
| 10 | Fantasie d’infanzia          | Jimmie at the Bat                |              | 1º agosto 2013  |
| 11 | Storia del rock & roll       | A Whole Lotta Jerry Lee Going On |              | 8 agosto 2013   |
| 12 | Un orologio inestimabile     |                                  |              | 8 agosto 2013   |
| 13 | Vecchio West                 | Mail To The Chief                |              | 15 agosto 2013  |
| 14 | Apollo 13 in mare            | High Caliber                     |              | 22 agosto 2013  |
| 15 | La pistola di Bonnie e Clyde | Donkeys and Dollars              |              | 22 agosto 2013  |
| 16 | Cimelio di guerra            |                                  |              | 29 agosto 2013  |
| 17 | Arma a doppio taglio         |                                  |              | 29 agosto 2013  |